# Terranatos
Terranatos is een monotypisch geslacht van straalvinnige vissen uit de familie van de killivisjes (Rivulidae).

## Soort
- Terranatos dolichopterus (Weitzman & Wourms, 1967)